# Стефані Дюбуа
Стефані Дюбуа (фр. Stéphanie Dubois, нар. 31 жовтня 1986) — колишня канадська професійна тенісистка.
Здобула десять одиночних та вісім парних титулів туру ITF. 
Найвищу одиночну позицію рейтингу WTA — 87 місце досягнула 30 січня 2012, парну — 102 місце — 22 вересня 2008 року.
Завершила кар'єру 2014 року.

## Фінали турнірів WTA

### Парний розряд: 1 (1 поразка)
| Легенда                                      |
| -------------------------------------------- |
| Турніри Великого шолома (0–0)                |
| Фінали Туру WTA (0–0)                        |
| Tier I / Premier Mandatory & Premier 5 (0–0) |
| Tier II / Premier (0–0)                      |
| Tier III, IV & V / International (0–1)       |

| Титули за покриттям |
| ------------------- |
| Тверде (0–0)        |
| Трава (0–0)         |
| Ґрунт (0–0)         |
| Килим (0–1)         |

| Результат | W–L | Дата | Турнір                    | Tier     | Покриття  | Партнер         | Опоненти                    | Рахунок       |
| --------- | --- | ---- | ------------------------- | -------- | --------- | --------------- | --------------------------- | ------------- |
| Поразка   | 0–1 | ●    | Tournoi de Québec, Канада | Tier III | Килим (i) | Рената Ворачова | Крістіна Фусано Ракел Атаво | 2–6, 6–7(6–8) |

## Фінали ITF

### Одиночний розряд: 23 (10 титули, 13 поразки)
| Легенда                         |
| ------------------------------- |
| Турніри $100,000 (0–0)          |
| Турніри $75,000 (1–1)           |
| Турніри $50,000 (3–8)           |
| Турніри $25,000 (6–4)           |
| $10,000 / Турніри $15,000 (0–0) |

| Результат | W–L   | Дата | Турнір                      | Tier   | Покриття   | Опонент                | Рахунок                 |
| --------- | ----- | ---- | --------------------------- | ------ | ---------- | ---------------------- | ----------------------- |
| Перемога  | 1–0   | 2004 | Гамільтон (Онтаріо), Канада | 25,000 | Ґрунт      | Алекса Ґлетч           | 6–1, 7–5                |
| Поразка   | 1–1   | 2004 | Мон-Трамблан, Канада        | 10,000 | Ґрунт      | Соледад Есперон        | 3–6, 4–6                |
| Поразка   | 1–2   | 2004 | Альбукерке, США             | 75,000 | Тверде     | Марісса Ірвін          | 1–6, 6–4, 4–6           |
| Поразка   | 1–3   | 2004 | Тусон (Аризона), США        | 50,000 | Тверде     | Джамея Джексон         | 6–7(5–7), 5–7           |
| Перемога  | 2–3   | 2005 | Рокфорд (Іллінойс), США     | 25,000 | Тверде (i) | Гана Шромова           | 6–1, 6–2                |
| Поразка   | 2–4   | 2005 | Lexington, США              | 50,000 | Тверде     | Наталі Грандін         | 4–6, 3–6                |
| Перемога  | 3–4   | 2006 | Рокфорд (Іллінойс), США     | 25,000 | Тверде (i) | Анда Перяну            | 7–6(7–4), 6–3           |
| Поразка   | 3–5   | 2006 | Джексон (Міссісіпі), США    | 25,000 | Ґрунт      | Василіса Бардіна       | 6–4, 2–6, 0–6           |
| Перемога  | 4–5   | 2006 | Lawrenceville, США          | 50,000 | Тверде     | Джулія Дітті           | 6–3, 7–6(8–6)           |
| Перемога  | 5–5   | 2007 | Гамільтон (Онтаріо), Канада | 25,000 | Ґрунт      | Шерон Фічмен           | 6–2, 6–2                |
| Перемога  | 6–5   | 2007 | Лексінгтон, США             | 50,000 | Тверде     | Енн Кеотавонг          | 4–6, 6–3, 6–3           |
| Поразка   | 6–6   | 2007 | Vancouver, Канада           | 50,000 | Тверде     | Енн Кеотавонг          | 5–7, 1–6                |
| Поразка   | 6–7   | 2007 | Трой (Алабама), США         | 50,000 | Тверде     | Марет Ані              | 6–3, 4–6, 2–6           |
| Поразка   | 6–8   | 2007 | La Quinta, США              | 50,000 | Тверде     | Ешлі Гарклроуд         | 3–6, 6–7(6–8)           |
| Поразка   | 6–9   | 2008 | Торонто, Канада             | 50,000 | Тверде (i) | Алекса Ґлетч           | 4–6, 3–6                |
| Поразка   | 6–10  | 2009 | Grapevine, США              | 50,000 | Тверде     | Валері Тетро           | 6–2, 6–7(6–8), 6–7(1–7) |
| Перемога  | 7–10  | 2009 | Ванкувер, Канада            | 75,000 | Тверде     | Саня Мірза             | 1–6, 6–4, 6–4           |
| Поразка   | 7–11  | 2010 | Лексінгтон, США             | 50,000 | Тверде     | Нара Курумі            | 4–6, 4–6                |
| Перемога  | 8–11  | 2011 | Charlottesville, США        | 50,000 | Ґрунт      | Мішель Ларшер де Бріту | 1–6, 7–6(7–5), 6–1      |
| Перемога  | 9–11  | 2011 | Granby, Канада              | 25,000 | Тверде     | Чжан Лін               | 6–2, 2–6, 6–1           |
| Поразка   | 9–12  | 2012 | Granby, Канада              | 25,000 | Тверде     | Ежені Бушар            | 2–6, 2–5 ret.           |
| Перемога  | 10–12 | 2012 | Трой (Алабама), США         | 25,000 | Тверде     | Шерон Фічмен           | 3–6, 6–4, 6–3           |
| Поразка   | 10–13 | 2012 | Florence, США               | 25,000 | Тверде     | Маріана Дуке-Маріньо   | 6–4, 2–6, 1–6           |

### Парний розряд: 17 (8 титули, 9 поразки)
| Легенда                         |
| ------------------------------- |
| Турніри $100,000 (0–0)          |
| Турніри $75,000 (2–4)           |
| Турніри $50,000 (3–3)           |
| Турніри $25,000 (3–2)           |
| $10,000 / Турніри $15,000 (0–0) |

| Результат | W–L | Дата | Турнір                        | Tier   | Покриття   | Партнер              | Опоненти                                  | Рахунок            |
| --------- | --- | ---- | ----------------------------- | ------ | ---------- | -------------------- | ----------------------------------------- | ------------------ |
| Перемога  | 1–0 | 2004 | Джексон (Міссісіпі), США      | 25,000 | Ґрунт      | Аліса Клейбанова     | Cory Ann Avants Крістен Шлукебір          | 6–2, 6–3           |
| Поразка   | 1–1 | 2004 | Альбукерке, США               | 75,000 | Тверде     | Марія Емілія Салерні | Морін Дрейк Карлі Галліксон               | 3–6, 6–7(6–8)      |
| Перемога  | 2–1 | 2005 | Реддінґ, США                  | 25,000 | Тверде     | Юлія Бейгельзимер    | Ліенн Бейкер Франческа Любіані            | 6–4, 6–7(1–7), 6–3 |
| Поразка   | 2–2 | 2005 | Ралі (Північна Кароліна), США | 75,000 | Ґрунт      | Марія Фернанда Алвеш | Ешлі Гарклроуд Ліндсей Лі-Вотерс          | 2–6, 6–0, 3–6      |
| Поразка   | 2–3 | 2006 | Орандж (Каліфорнія), США      | 50,000 | Тверде     | Лілія Остерло        | Катерина Бондаренко Альона Бондаренко     | 2–6, 4–6           |
| Перемога  | 3–3 | 2006 | Піттсбург, США                | 75,000 | Тверде (i) | Alisa Kleybanova     | Ешлі Гарклроуд Галина Воскобоєва          | 6–4, 5–7, 6–1      |
| Поразка   | 3–4 | 2007 | Midland, США                  | 75,000 | Тверде (i) | Maureen Drake        | Лора Гренвілл Абігейл Спірс               | 4–6, 6–3, 3–6      |
| Поразка   | 3–5 | 2007 | Southlake, США                | 25,000 | Тверде     | Валері Тетро         | Суріна Де Беер Кім Грант                  | 6–4, 4–6, 4–6      |
| Перемога  | 4–5 | 2007 | Гамільтон (Онтаріо), Канада   | 25,000 | Ґрунт      | Суріна Де Беер       | Міхаела Юханссон Паула Сабала             | Walkover           |
| Перемога  | 5–5 | 2007 | Vancouver, Канада             | 50,000 | Тверде     | Марі-Ев Пеллетьє     | Соледад Есперон Agustina Lepore           | 6–4, 6–4           |
| Перемога  | 6–5 | 2007 | Lawrenceville, США            | 50,000 | Тверде     | Alisa Kleybanova     | Leanne Baker Джулія Дітті                 | 6–2, 6–0           |
| Перемога  | 7–5 | 2007 | Піттсбург, США                | 75,000 | Тверде (i) | Alisa Kleybanova     | Ракел Атаво Абігейл Спірс                 | 6–4, 4–6, [10–6]   |
| Поразка   | 7–6 | 2008 | Dothan, США                   | 75,000 | Ґрунт      | Марія Фернанда Алвеш | Лужанська Тетяна Міхаела Паштікова        | 1–6, 3–6           |
| Перемога  | 8–6 | 2008 | Торонто, Канада               | 50,000 | Тверде (i) | Марі-Ев Пеллетьє     | Нікола Франькова Кармен Клашка            | 6–4, 6–2           |
| Поразка   | 8–7 | 2009 | Saguenay, Канада              | 50,000 | Тверде (i) | Ребекка Маріно       | Софія Арвідссон Séverine Brémond Beltrame | 3–6, 1–6           |
| Поразка   | 8–8 | 2013 | Poza Rica, Мексика            | 25,000 | Тверде     | Ольга Савчук         | Марія Фернанда Альварес Теран             | 2–6, 3–6           |
| Поразка   | 8–9 | 2013 | Saint-Gaudens, Франція        | 50,000 | Ґрунт      | Нара Курумі          | Юлія Глушко Паула Ормаечеа                | 5–7, 6–7(11–13)    |

## Досягнення в одиночних змаганнях
| Турнір                                 | 2005 | 2006 | 2007 | 2008 | 2009 | 2010 | 2011 | 2012 | 2013 | 2014 | SR     | W–L  | Win % |
| -------------------------------------- | ---- | ---- | ---- | ---- | ---- | ---- | ---- | ---- | ---- | ---- | ------ | ---- | ----- |
| Турніри Великого шолома                |      |      |      |      |      |      |      |      |      |      |        |      |       |
| Відкритий чемпіонат Австралії з тенісу | К1р  | A    | К1р  | 1р   | 1р   | 1р   | К3р  | 2р   | К3р  | К3р  | 0 / 4  | 1–4  | 20%   |
| Відкритий чемпіонат Франції з тенісу   | К1р  | К1р  | К2р  | 1р   | К2р  | 1р   | К3р  | 1р   | К2р  | A    | 0 / 3  | 0–3  | 0%    |
| Вімблдонський турнір                   | К1р  | К1р  | К1р  | 1р   | 1р   | 1р   | 2р   | 1р   | К1р  | A    | 0 / 5  | 1–5  | 17%   |
| Відкритий чемпіонат США з тенісу       | К2р  | 1р   | К3р  | К2р  | 2р   | К3р  | К3р  | К2р  | К2р  | A    | 0 / 2  | 1–2  | 33%   |
| Перемоги-Поразки                       | 0–0  | 0–1  | 0–0  | 0–3  | 1–3  | 0–3  | 1–1  | 1–3  | 0–0  | 0–0  | 0 / 14 | 3–14 | 18%   |

## Результати зустрічей з гравцями першої 50-ки рейтингу
Перемоги поразки: 8–32, 20% перемог
- Ольга Говорцова 3–0
- Кім Клейстерс 1–0
- Карла Суарес Наварро 1–0
- Квета Пешке 1–0
- Марія Кириленко 1–1
- Суґіяма Ай 1–2
- Вікторія Азаренко 0–1
- Єлена Янкович 0–1
- Вінус Вільямс 0–1
- Надія Петрова 0–1
- Анна Чакветадзе 0–1
- Анджелік Кербер 0–1
- Андреа Петкович 0–1
- Наталі Деші 0–1
- Шахар Пеєр 0–1
- Роберта Вінчі 0–1
- Агнеш Савай 0–1
- Чжен Цзє 0–1
- Тамарін Танасугарн 0–1
- Віржіні Раззано 0–1
- Луціє Шафарова 0–1
- Сібіль Баммер 0–1
- Клара Закопалова 0–1
- Сорана Кирстя 0–1
- Таміра Пашек 0–1
- Бетані Маттек-Сендс 0–1
- Цветана Піронкова 0–1
- Юлія Вакуленко 0–1
- Шанелль Схеперс 0–1
- Ребекка Маріно[en] 0–1
- Полін Пармантьє 0–1
- Сара Еррані 0–2
- Катарина Среботнік 0–2

## Нагороди
- 2005 – Канадська тенісистка року
- 2007 – Канадська тенісистка року